# Рёан-дзи
Рёан-дзи (яп. 龍安寺 рё:андзи) — буддийский храм в районе Укё города Киото, Япония. Храм принадлежит к ветви Мёсин-дзи дзэн-буддийской школы Риндзай-сю. Название храма означает «храм покоящегося дракона». Храм имеет большое культурно-историческое значение и входит во Всемирное наследие ЮНЕСКО.
Рёан-дзи был построен Хосокавой Кацумото в 1450 году. Покровителями храма были Тоётоми Хидэёси и Токугава Иэясу. Территория храма изначально принадлежала роду Фудзивара.
Храм не дошёл в оригинальном виде до наших дней, так как многие его сооружения были уничтожены пожарами.
Рёан-дзи всемирно знаменит своим садом камней.

## Сад Рёандзи
Сухой сад (яп. 枯れ山水, карэсансуй), или сад камней, построен в 1499 году мастером Соами (яп. 相阿弥, умер в 1525 году). Подобные сады характерны для многих дзэн-буддийских и сингонских храмов Японии.
Представляет собой небольшую по размерам прямоугольную площадку (с востока на запад — 30 м, с юга на север — 10 м), засыпанную белым гравием. На площадке расположено 15 чёрных необработанных камней, они организованы в пять групп. Вокруг каждой группы, как обрамление, посажен зелёный мох. Гравий «расчёсан» граблями на тонкие бороздки. С трёх сторон сад огорожен невысоким глинобитным забором.
Считается, что с какой бы точки ни рассматривал посетитель сада эту композицию, пятнадцатый камень всегда оказывается вне поля его зрения, загороженный другими камнями. Полностью наблюдать все камни можно, только воспарив в воздухе над садом и посмотрев на него сверху. Считается, что увидеть все 15 камней может только «достигший просветления». В действительности, с нескольких точек террасы можно увидеть от 12 до 15 камней.
Сад является частью храмового комплекса, поэтому подойти к нему можно, только пройдя через храм, а созерцать — только находясь на веранде храма.

## Изображения

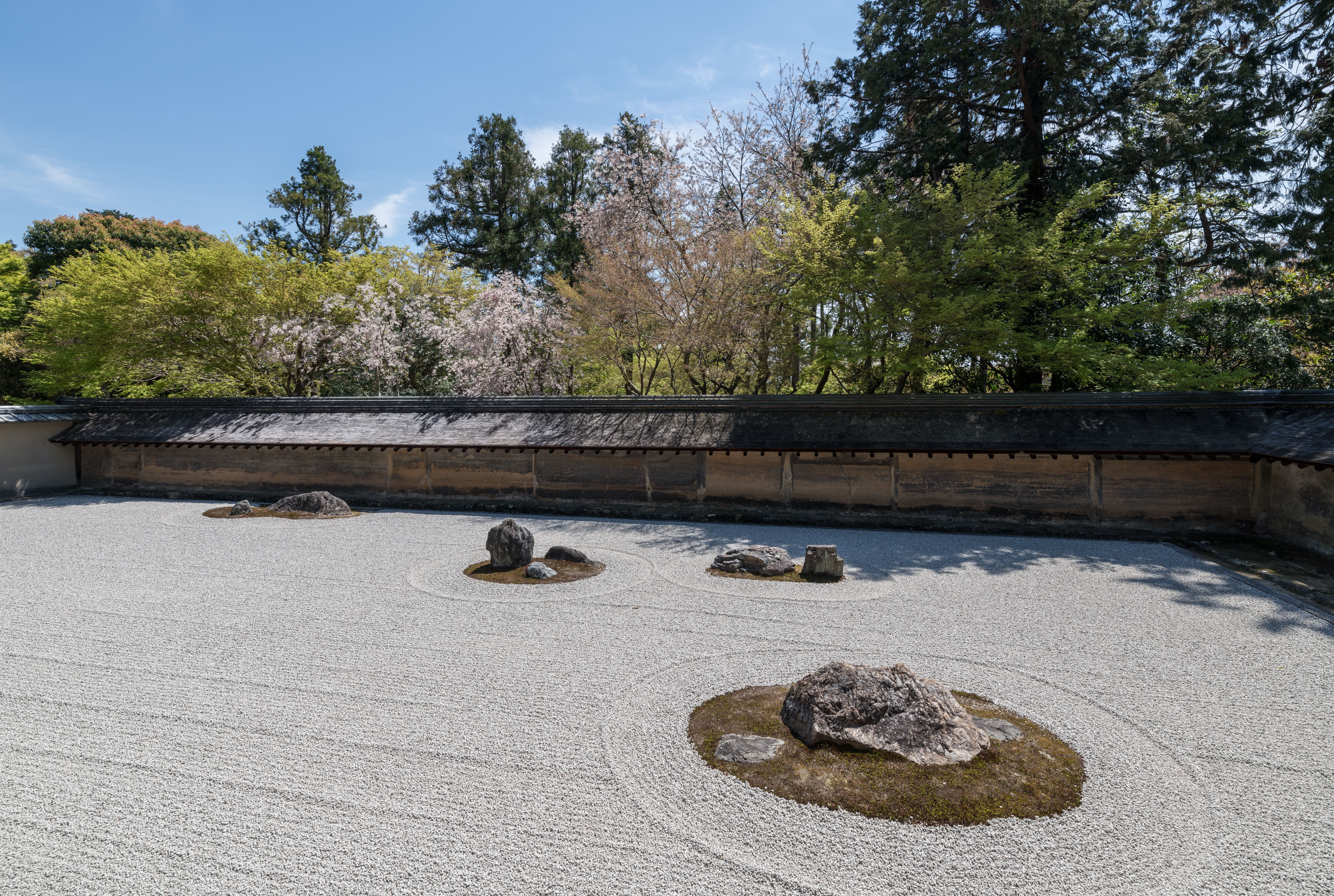
Сад камней
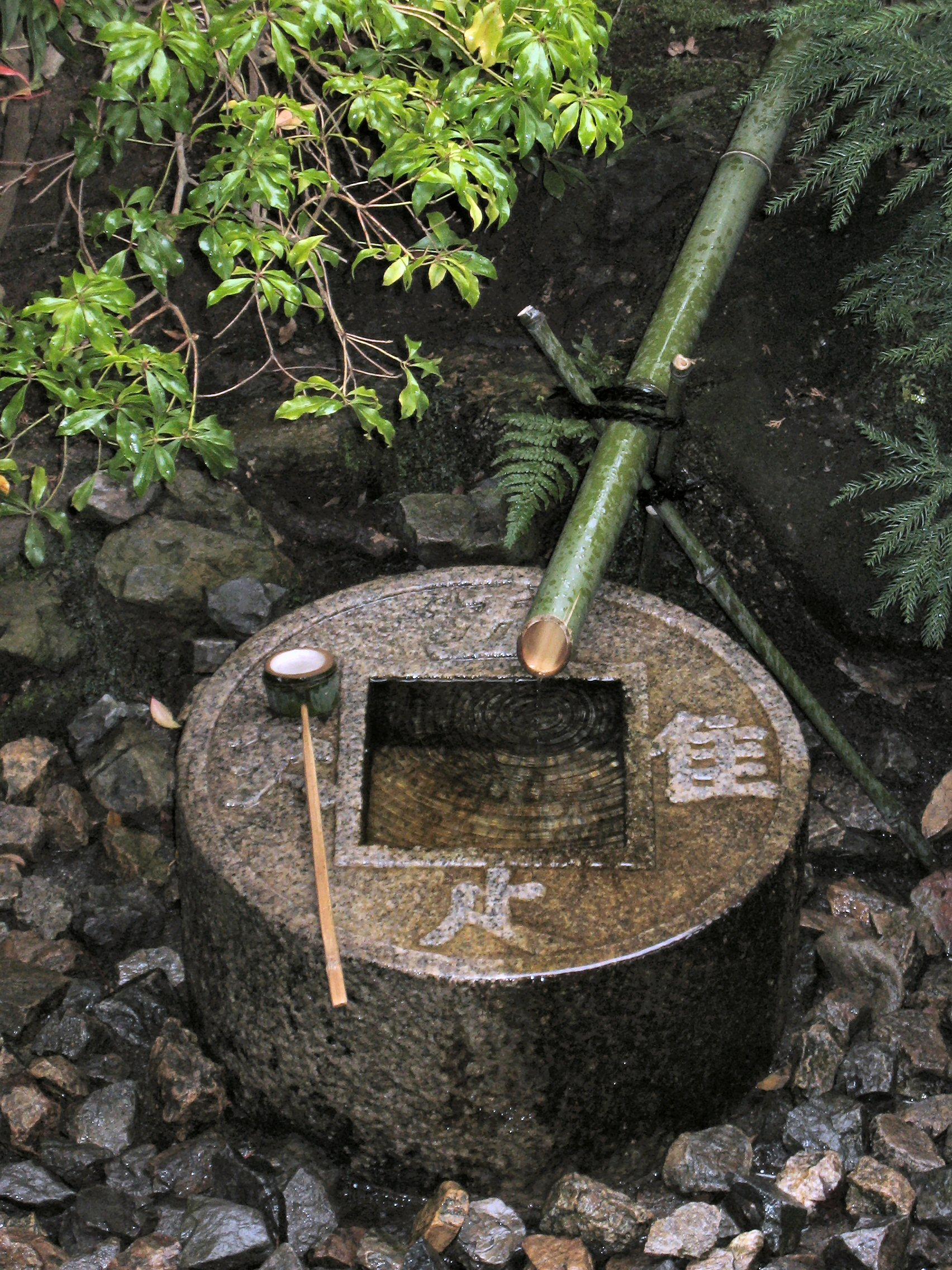
Цукубаи
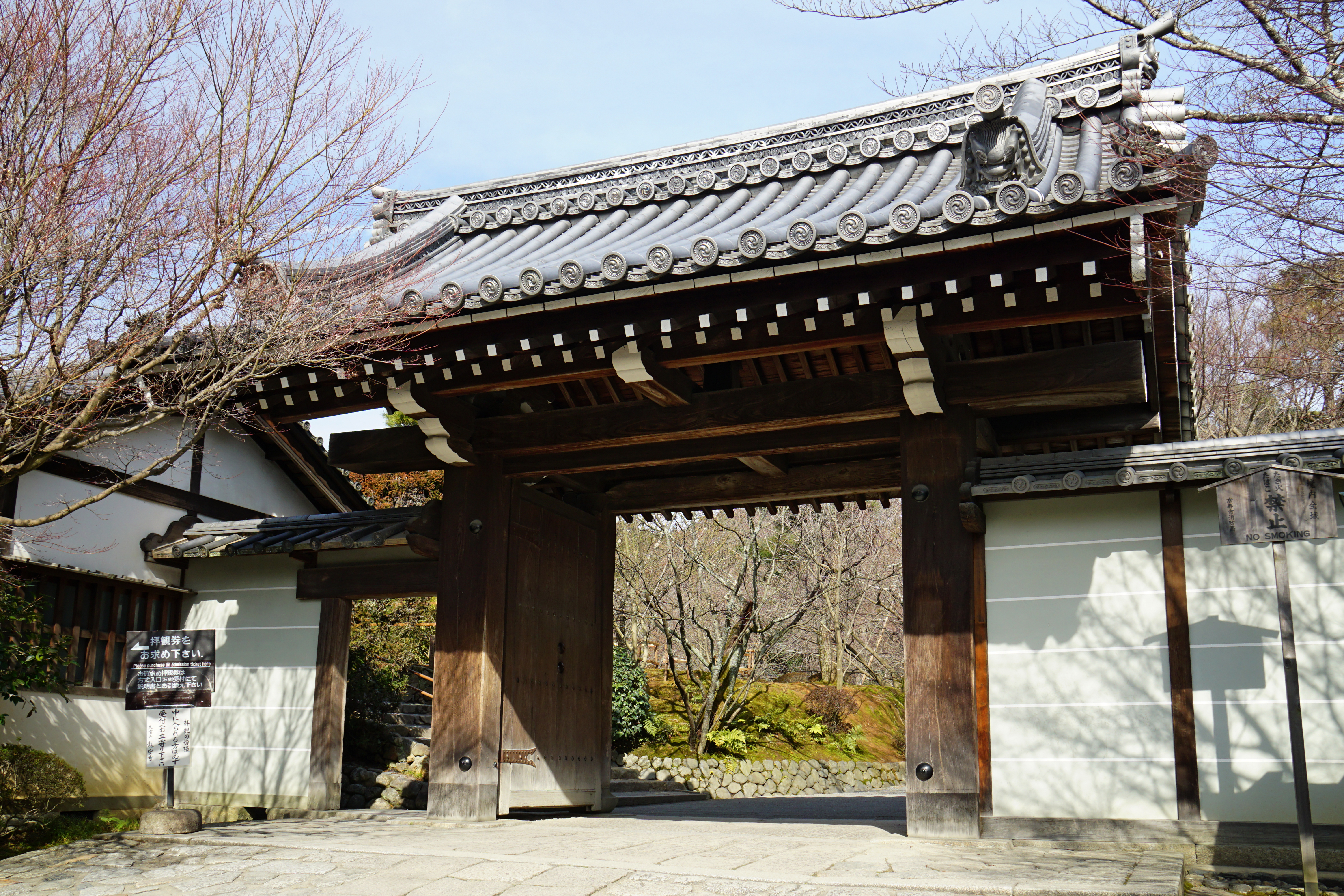
Ворота саммон
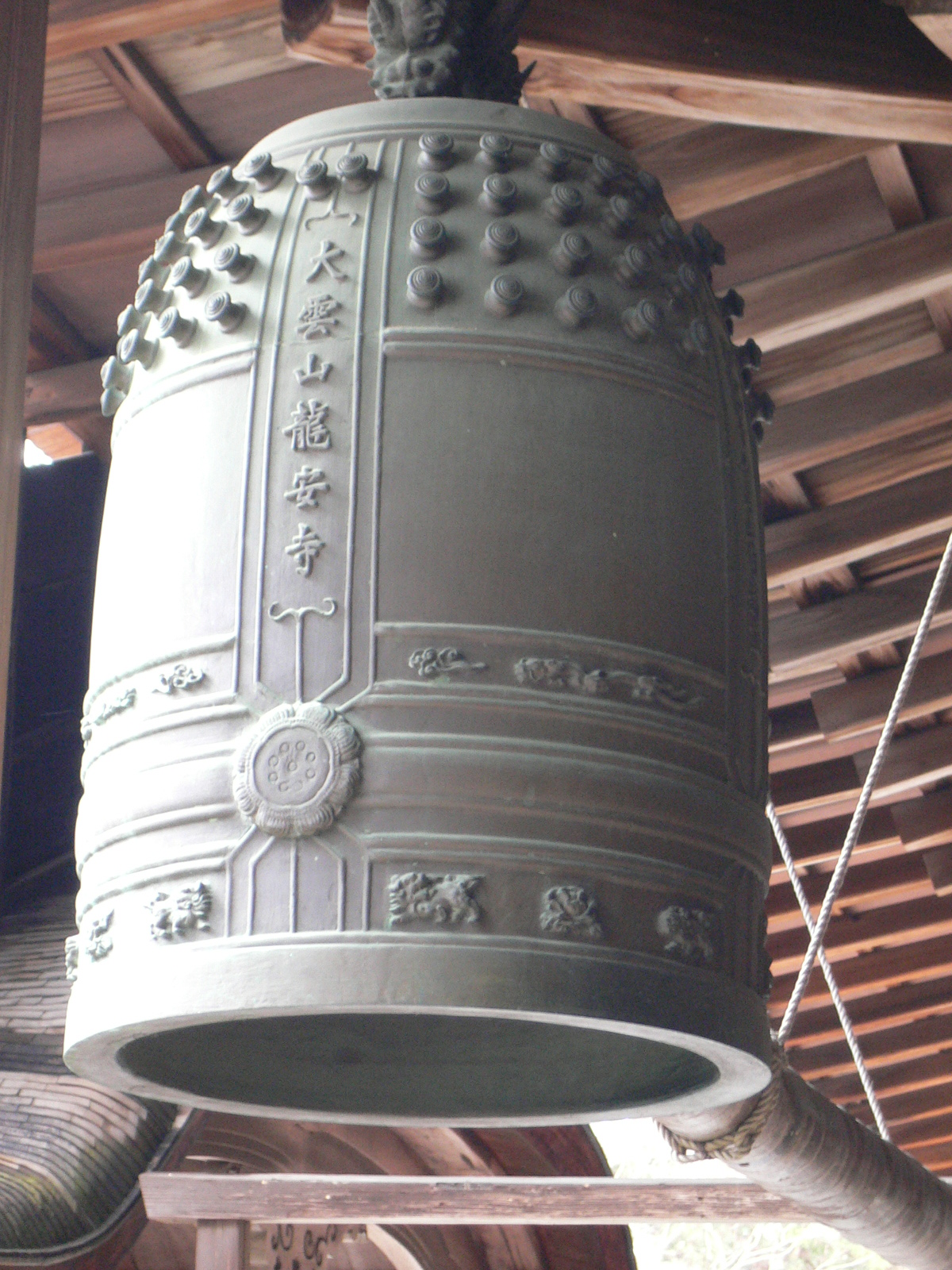
Колокол в храме